# Лост Нејшн (Ајова)
Лост Нејшн (енгл. Lost Nation) град је у америчкој савезној држави Ајова. По попису становништва из 2010. у њему је живело 446 становника.

## Демографија
Према попису становништва из 2010. у граду је живело 446 становника, што је -51 (-10.3%) становника више него 2000. године.
| Група             | 2000.       | 2010.       |
| Белци             | 488 (98,2%) | 436 (97,8%) |
| Афроамериканци    | 0 (0,0%)    | 4 (0,9%)    |
| Азијати           | 1 (0,2%)    | 0 (0,0%)    |
| Хиспаноамериканци | 4 (0,8%)    | 6 (1,3%)    |
| Укупно            | 497         | 446         |